# Rež (řeka)
Rež (rusky Реж) je řeka ve Sverdlovské oblasti v Rusku. Je pravou zdrojnicí řeky Nica (povodí Obu). Je 219 km dlouhá. Povodí má rozlohu 4 400 km².

## Průběh toku
Vzniká soutokem řek Ajať a Velký Sap, které pramení na východním svahu Středního Uralu.

## Vodní režim
Zdroj vody je převážně sněhový. Průměrný roční průtok vody činí 11,9 m³/s. Zamrzá na konci října až v listopadu a rozmrzá na začátku dubna až v květnu.
Průměrné měsíční průtoky řeky ve stanici Klyuchi v letech 1936 až 1989:

## Využití
Odtok je regulován Ajatským jezerem a přehradou u města Rež. Řeka je splavná. Využívá se na zásobování vodou pro průmysl.